# Al-Bitar

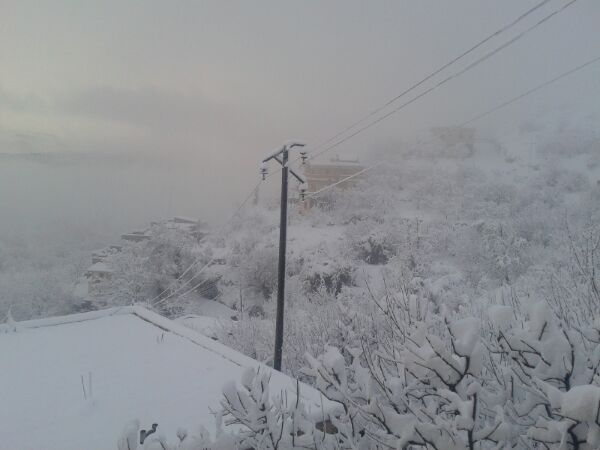
Một buổi sáng đầy tuyết tại al-Bitar, tháng 1 năm 2013

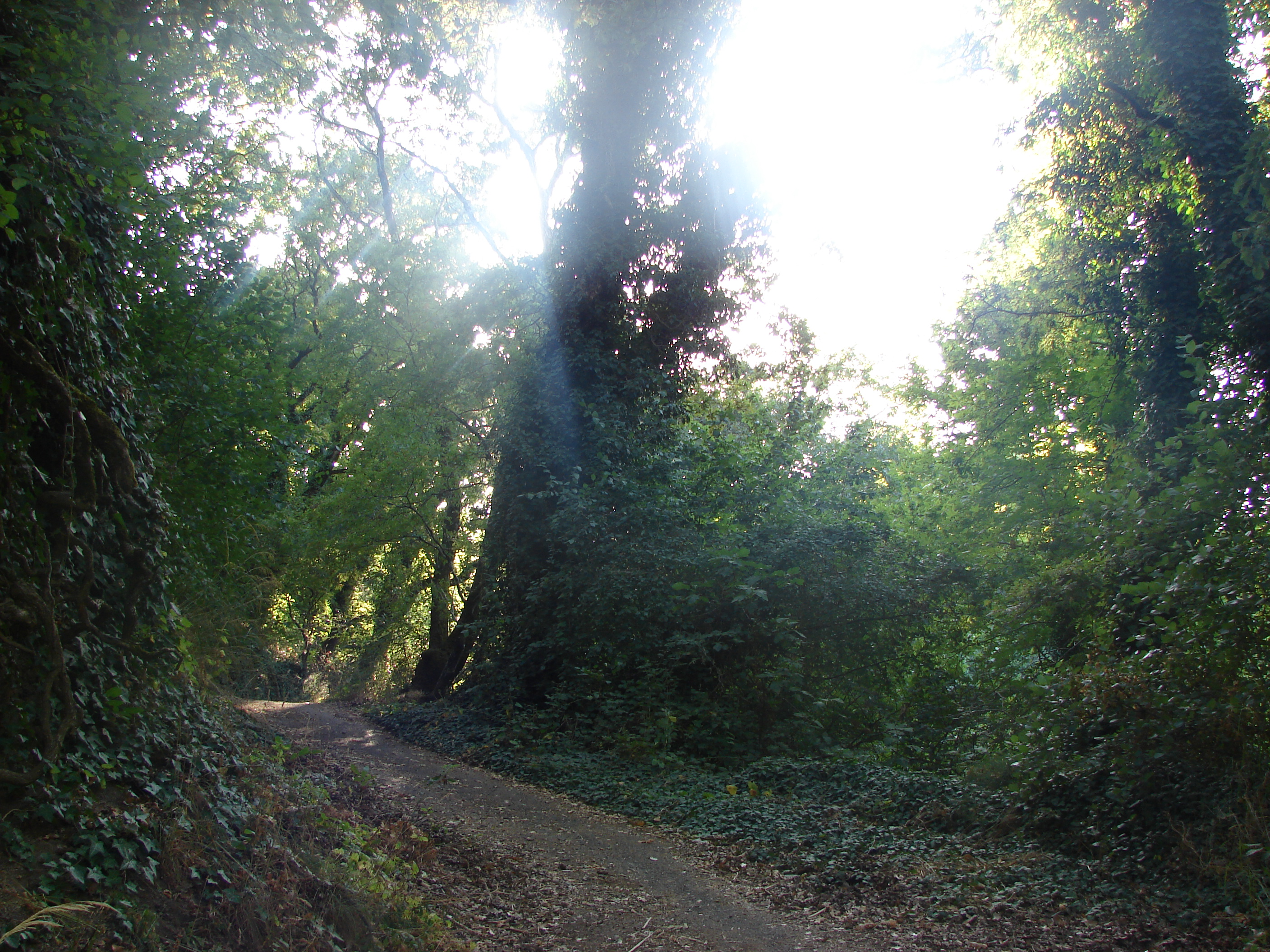
Bên trong rừng al-Bitar

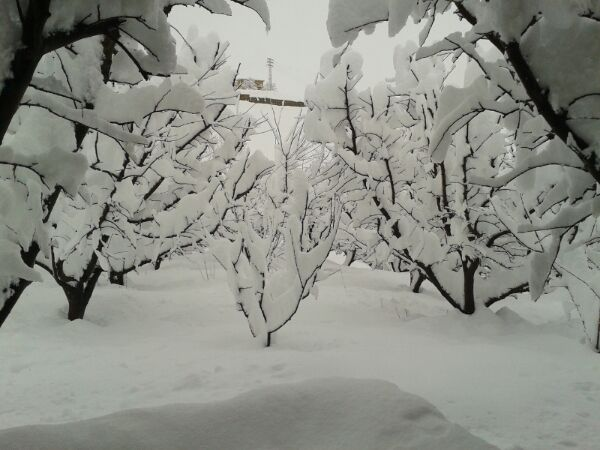
Không có gì lạ khi có một Giáng sinh trắng ở Al Btar

Al-Bitar (tiếng Ả Rập: البطار) là một ngôi làng ở Tartus Governorate làm tổ tại một trong những đỉnh núi ven biển ở độ cao khoảng 1000m so với mực nước biển trung bình. Al-Bitar nằm khoảng 7 km từ thị trấn và khu nghỉ mát Mashta al-Helu, 60 km từ Homs, 50 km từ Tartus và khoảng 215   km từ thủ đô Damascus. Ngôi làng tự nó cao khoảng 700m so với mực nước biển trung bình, trong khi một số đỉnh của nó đạt tới 1000m. Theo Cục Thống kê Trung ương Syria (CBS), al-Bitar có dân số 1.225 người trong cuộc điều tra dân số năm 2004. Cư dân của nó chủ yếu là Kitô hữu, của Giáo hội Chính thống Hy Lạp.

## Nên kinh tế
Các trang trại táo là xương sống của nền kinh tế al-Bitar và là thu nhập chính của người dân kể từ khi dân làng quyết định thay thế những cây vả và cây sung chiếm ưu thế trước đây, bằng táo vào khoảng những năm 1950 của thế kỷ trước. Vẫn còn rất nhiều vô ích, vả và các loại cây ăn quả khác nhưng chủ yếu để tiêu dùng cá nhân. Ngoài việc ăn uống và bảo quản, người dân địa phương sử dụng nho để làm Arak chưng cất ba lần. Hầu hết các loại trái cây cũng được sử dụng để làm các loại mứt và thạch khác nhau. Các trang trại chủ yếu là ruộng bậc thang và vì khu vực này có rất nhiều mưa trong khoảng từ tháng 9 đến tháng 3, do đó các trang trại chủ yếu là mưa. Hầu hết táo được sản xuất trong làng đều có màu vàng rất ngon hoặc màu đỏ rất ngon và nhiều người coi nó là một trong những loại ngon hơn trên thế giới do nước và đất.
Một số nông dân dành một phần trang trại của họ cho lúa mì và ngô, chủ yếu cho sử dụng cá nhân. Lúa mì được sử dụng chủ yếu để sản xuất bulgur, làm cho các món ăn chính quanh năm; cho dù là một bữa ăn độc lập, bên cạnh các bữa ăn khác hoặc một phần của các bữa ăn khác; chẳng hạn như tabbouleh, kibbeh, mujaddara và nhiều người khác. Độ phì nhiêu của đất và khí hậu Địa Trung Hải, kết hợp với thói quen nuôi trang trại động vật để lấy sữa, trứng và thịt, cho phép người dân địa phương tận hưởng mức độ tự túc tuyệt vời.